# Datowanie pyłkowe
Datowanie pyłkowe – metoda datowania względnego, oparta na sekwencjach pyłków dawnej roślinności i klimatu. Poprzez zbadanie pyłków i dopasowanie ich do sekwencji chronologicznej można określić wiek względny danego stanowiska. Pyłki mogą również dostarczyć informacji na temat środowiska naturalnego nawet sprzed 3 mln lat.